# Ingram (Pensilvania)
Ingram es un borough ubicado en el condado de Allegheny en el estado estadounidense de Pensilvania. En el año 2000 tenía una población de 3712 habitantes y una densidad poblacional de 3583 personas por km².

## Geografía
Ingram se encuentra ubicado en las coordenadas 40°26′43″N 80°4′1″O / 40.44528, -80.06694.

## Demografía
Según la Oficina del Censo en 2000 los ingresos medios por hogar en la localidad eran de $35 308 y los ingresos medios por familia eran $45 824. Los hombres tenían unos ingresos medios de $32 500 frente a los $27 417 para las mujeres. La renta per cápita para la localidad era de $18 668. Alrededor del 8.2% de la población estaba por debajo del umbral de pobreza.